# 東京科学大学硬式野球部
東京科学大学硬式野球部（とうきょうかがくだいがくこうしきやきゅうぶ、University Baseball Club）は、東都大学野球連盟に所属する大学野球チーム。東京科学大学の学生によって構成されている。旧名称は東京工業大学硬式野球部。
なお、監督・コーチは東京科学大学大学院修士課程に在学する野球部OBが務めるのが通例となっている。このため毎年、春季リーグ戦終了から秋季リーグ戦開幕前の間に首脳陣が交代する。

## 歴史
- 1922年 - 創部。
- 1932年 - 三大学野球連盟に加盟し、同連盟は四大学野球連盟と改称した。
- 1933年 - 四大学野球連盟に東京商大が加わり、同連盟は東京新大学野球連盟と改称した。
- 1934年 - 東京新大学野球連盟は内紛により解散。
- 1946年 - 秋、東都大学野球連盟2部リーグ創設にあたり、東京慈恵会医科大学、上智大学、東洋大学、東京文理科大学とともに加盟。
- 1947年 - 秋季リーグにて2部優勝。東京慈恵会医科大学との入れ替え戦に勝利し、1部に昇格。
  - 1部リーグには6季にわたり所属し、最高位は4位。
- 1950年 - 秋季にて國學院大學との入れ替え戦に敗れ2部降格。
- 1954年 - 秋季にて東洋大学との入れ替え戦に敗れ3部降格。
  - 長きに渡り3部と4部をたびたび浮き沈みしてきたが、2005年秋季に成蹊大学に敗れて降格してからは4部リーグを脱せていない。
- 2024年 - 大学統合に伴い東京科学大学硬式野球部に名称変更。

## 本拠地
- 東京都目黒区大岡山（東京科学大学大岡山キャンパス）

## 記録
- 2部リーグ優勝 1回（1947年秋）
- 4部リーグ優勝 19回